# Getúlio Costa de Oliveira
Getúlio Costa de Oliveira, mais conhecido simplesmente como Getúlio (Belo Horizonte, 26 de fevereiro de 1954), é um ex-futebolista brasileiro que atuava como lateral-direito.

## Carreira
Revelado pelo Atlético Mineiro em 1973, tinha como principais características o chute forte e a eficiência nos cruzamentos. Deixou o clube no final de 1976, tendo conquistado apenas o Campeonato Mineiro daquele ano, para defender o São Paulo, por indicação do técnico Rubens Minelli. Já com com a camisa do tricolor paulista, foi peça importante na conquista do Campeonato Brasileiro de 1977, decidido contra seu ex-time. "Fez história" no São Paulo ao longo de 322 partidas, marcando 34 gols. Além do Brasileiro de 1977, conquistou os Campeonatos Paulistas de 1980 e 1981. Depois de sete anos, sempre como titular, deixou o São Paulo no começo de 1984.
Getúlio, que foi um bom lateral e esteve algumas vezes na seleção brasileira comandada por Telê Santana, mas perdeu a vaga na Copa de 82 para Edevaldo, trabalhou com os técnicos Abel Braga e Pena, no Atlético Mineiro.
Na Seleção Brasileira, teve poucas chances, devido à concorrência com Nelinho e Leandro, mas atuou em dezenove partidas oficiais e duas não-oficiais, marcando um gol, contra o Uruguai, em 27 de agosto de 1980. Depois de passagens pelo Fluminense, onde entre outros títulos foi campeão brasileiro de 1984, e por times do interior paulista, encerrou a carreira jogando no futebol norte-americano. Depois comandou times de base do Atlético entre 1990 e 2003 e hoje trabalha com crianças em um projeto social.
No Fluminense, Getúlio permaneceu entre o início de 1984 e o fim do primeiro semestre de 1985, disputando 35 partidas, com dezenove vitórias, nove empates e sete derrotas, marcando dois gols.

## Títulos
Atlético Mineiro
- Campeonato Mineiro: 1976

São Paulo
- Campeonato Brasileiro: 1977[8]
- Campeonato Paulista: 1980[9], 1981